# Oleksiy Vadaturskyi
Oleksiy Opanasovych Vadatursky hoặc Oleksiy Vadatursky (Tiếng Ukraina: Олексій Опанасович Вадатурський; 8 tháng 9 năm 1947 - 31 tháng 7 năm 2022) là một doanh nhân Ukraina, chủ sở hữu công ty nông nghiệp Nibulon, và là một trong những người Ukraina giàu có nhất. Ông được phong tặng Anh hùng Ukraina năm 2007, vinh dự cao quý nhất của đất nước. Ông và vợ qua đời trong một cuộc tấn công tên lửa vào thành phố Mykolaiv trong Cuộc tấn công của Nga vào Ukraina 2022. Mykhailo Podolyak, cố vấn của Tổng thống Ukraina Volodymyr Zelensky tin rằng cuộc tấn công bằng tên lửa nhằm vào Vadaturskyi.
Ông được sống sót bởi con trai Andriy Vadaturskyi, một chính trị gia và đã kết hôn với ba người con.
Vào tháng 6 năm 2020, theo Forbes, ông có tài sản 615 triệu đô la (450 triệu đô la Mỹ) và là Người giàu thứ 24 của Ukraina.